# 효자 최여진정려
효자 최여진정려는 대한민국 전라남도 구례군 마산면 광평리에 있다. 2005년 5월 18일 구례군의 향토문화유산 제10호로 지정되었다.

## 개요
순조 1년(1801)에 조봉대부 호조좌랑(朝奉大夫 戶曹佐郞)벼슬이 내려졌고 순조 10년(1810) 9월에 효자정문(孝子旌門) 내려졌다. 효자 여진(汝軫)은 1649년(인조 27)에 태어나 성품이 어질고 착한데다가 효성이 지극했고 학문으로도 이름을 떨쳤다. 철이 바뀔 때마다 부모의 거처를편히 해드렸고 여진이 어렸을 때 어머니가 병석에 들어 추운 겨울에도 참새고기를 원하시니 숲속에 가서 눈물을 흘리며 참새잡기를 원하자 참새 4마리가 날아왔기에 이를 잡아 어머니께구어 드렸고 어머니의 배설물을 맛보아 증세를 살피면서 손가락을 잘라 피를 흘리면서 반년동안 더 살게 했다고 한다. 그는 또한 우암 송시열(尤庵 宋時烈)의 수제자로 학문도 깊었으며 여진의 효행은 나라에까지도 알려져 조봉대부 호조좌랑(朝奉大夫 戶曹佐郞)의 벼슬이 내려졌고 효자 정문도 내려졌다.